# Петро-Анновка (Зеньковский район)
Петро-Анновка (укр. Петро-Ганнівка) — село,
Пышненковский сельский совет,
Зеньковский район,
Полтавская область,
Украина.
Население по переписи 2001 года составляло 3 человека.

## Географическое положение
Село Петро-Анновка находится на расстоянии в 1 км от села Пышненки.
По селу протекает пересыхающий ручей с запрудой.
Рядом проходит автомобильная дорога Т-1706.

## История
Во владельческом хуторе Петро-Анновка (Соколовичи) в 1859 году было 10 дворов в них проживало 35 мужского и 37 женского пола, был 1 завод
В 1869 году населённый пункт значится карте как хутор Соколовича